# Paradís de Maitreya
El Paradís de Maitreya és un mural creat per l'artista i monjo Zhu Haogu durant la Dinastia Yuan de la Xina. Originàriament va estar en el temple Xinghua Si de Xiaoning, Shanxi. Durant les dècades de 1920 i 1930, va ser desmantellat i traslladat al Museu Reial d'Ontario (ROM) de Toronto, Canadà, on roman fins al dia d'avui. Personal del museu han dut a terme una sèrie de restauracions per preservar i estabilitzar la pintura que habitualment es pot trobar en la Galeria bisbe White d'art religiós xinès com a part de la col·lecció de l'Extrem Orient i descrit com un dels Tresors del museu.
La pintura representa a Maitreya, un futur Buda històric del que es profetitza apareixerà a la Terra per ajudar a la humanitat a aconseguir la il·luminació a través dels ensenyaments del dharma.

## Composició
Avui dia, el mural té unes mides de 5,02 m d'altura i 1,101 m d'extensió i té una composició simètrica, notable pel seu alt nivell de detall. Presenta a Buda Maitreya al centre d'un cel imaginat, envoltat a banda i banda per monjos i el rei i la reina en el poder. Encara que Maitreya es representa normalment com una figura de l'Índia, tots els personatges en el Paradís de Maitreya poden observar-se portant vestits i vestidures xineses.
L'obra augura l'arribada de la vinguda del Maitreya budista, del que es deia apareixeria a la Terra en la seva hora més fosca per salvar les ànimes de la humanitat. La família reial representada està reunint la primera assemblea; liderant a la salvació a 84.000 seguidors recentment convertits. Tots dos, el rei i la reina, tenen els caps calbs, rapats, el que en la cultura budista representa la conversió cap a l'enteniment i el nirvana.

## Creació
El pintor i monjo budista, Zhu Haogu, acompanyat per un dels seus alumnes, van crear la pintura al fresc sec a la zona sud-oest del monestir Xinghua Si durant la dinastia Yuan. Per preparar la paret del monestir per a aquest tipus de pintura, en primer lloc la van cobrir amb una capa humida d'argila, seguida per una capa de palla i una altra addicional d'argila, donant-li a la superfície una textura mal·leable. A partir d'aquí, es van usar una tinta de carbonet i pigments de color, que va ser copiada a partir d'una altra en menor escala.

## Mudança

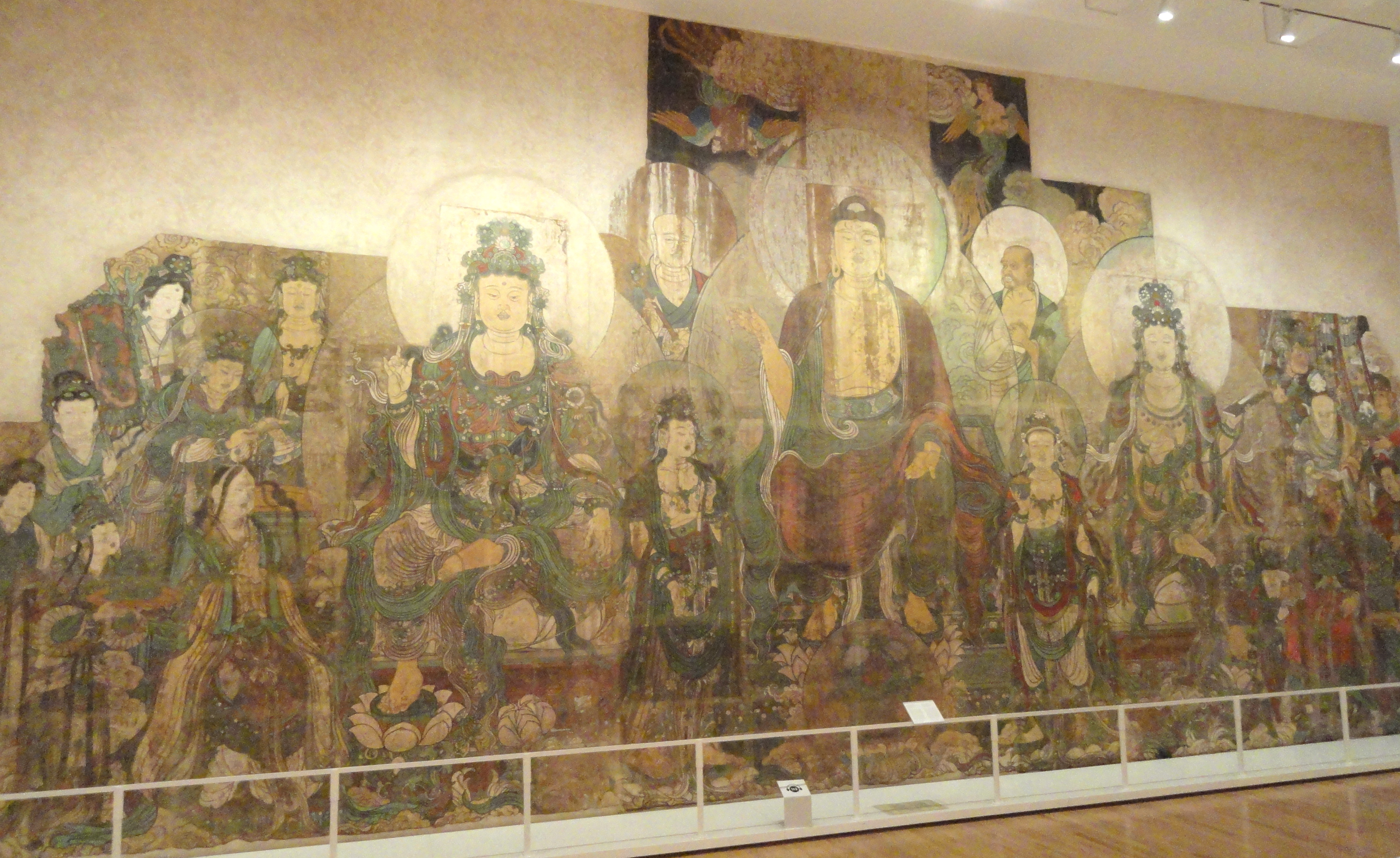
Una altra vista del Paradís de Maitreya, tinta i color sobre argila. ROM

Durant la dècada de 1920, l'Exèrcit xinès moltes vegades saquejava petits pobles a la recerca d'objectes de valor. Tement que el Paradís de Maitreya pogués ser pres com a botí, els monjos de Xinghua Si van remoure el treball de la paret dividint-lo en seixanta-tres peces que poguessin ser guardades i amagades a Taiyuan. Malgrat haver sobreviscut el saqueig, la pintura va enfrontar amenaces del medi en la seva nova ubicació, des del foc fins a la sequera. En lloc de permetre que aquesta obra es deteriorés més, els monjos van començar a apropar-se a comerciants d'art, amb l'esperança de vendre-la.
En 1928, El bisbe anglicà William White es va assabentar de la venda i va adquirir la pintura. El següent període de 5 anys, la peça va ser embarcada des de Taiyuan a Tientsin, després portada via American Express a Boston, i des d'aquí a Toronto per tren fins a arribar al Museu Reial d'Ontario.

## Restauració en el Museu Reial d'Ontario
Malgrat la pintura va patir importants danys després de la seva extracció del monestir Xinghua Si, els esforços de restauració fets pel ROM han permès que el Paradís de Maitreya es transformés en una de les obres de la dinastia Yuan millor preservades.

### Primera restauració
La restauració de l'obra va començar el 1933 amb el tractament estructural en reunir els seixanta-tres panells en els quals la pintura havia estat dividida. Durant els treballs de mudança, va esdevenir una quantitat significativa de deterioració, causant pèrdues i deformitats. Després que aquesta restauració original estigués completa, George Stout va muntar la pintura en la paret nord de la Galeria Bisbe White del ROM. Es va situar en panells de masonita fets en el Fogg Museum usant una resina d'acetat de polivinil.

### Renaixement en el ROM
Com a part de l'ampli esforç de restauració del museu fet el 2005, l'obra va rebre una profunda atenció dirigida a temes relacionats amb la seva superfície i estructura. A causa de la seva flexibilitat i impermeabilitat, es va fer servir Plastazote LD45 per evitar esquerdes generals en el material d'unió dels panells de masonita.

## Datació
Malgrat que el Paradís de Maitreya va arribar al ROM el 1933, no va ser sinó fins al 1940 quan el Bisbe William C. White va ser el primer a proposar una data a la pintura. Un equip d'estudiants encarregat per White, va descobrir que la pintura tenia una inscripció establint que va ser completada en el dia catorze de la lluna de mitjans de la tardor de qingshen. White va creure que això li donava una edat massa jove a la pintura i que, per tant, els seus estudiants havien interpretat la inscripció de manera incorrecta. En el seu lloc, creia que la inscripció establia que la pintura havia estat completada el wuzu, no el qingshen; és a dir, la datava cap a l'any 1238.
Més tard, Ludwig Bachhofer va investigar la pintura i va trobar una inscripció addicional esmentant 'da Yuan guo' (el gran estat Yuan). Com aquest títol no va ser usat a Yuan fins al 1271, va desdir la data de 1238. Va acordar que la pintura portava la inscripció wuzu, i no qingshen, no obstant això, sent que els personatges eren re-usats en un cicle de 60 anys, creia que el terme wuzu feia referència a l'any 1298.

### Controvèrsia
Com a moltes de les inscripcions de la pintura no van ser traslladades des de la Xina al ROM i el monestir de Xinghua va caure en ruïnes el 1938, és impossible obtenir un registre complet dels antecedents de la pintura. Tant White com Bachlofer van fer suposicions en els seus descobriments i com a tals, cap va ser capaç de datar correctament la pintura. Per tant, el Paradís de Maitreya segueix sent la pintura amb més controvèrsia de la dinastia Yuan.